# Mactea matsumurai
Mactea matsumurai är en tvåvingeart som beskrevs av Hradsky och Geller-grimm 2003. Mactea matsumurai ingår i släktet Mactea och familjen rovflugor. Inga underarter finns listade i Catalogue of Life.